# Sylvio Lazzari
Pour les articles homonymes, voir Lazzari.
Sylvio Lazzari, né Josef Fortunat Silvester Lazzari à Bolzano le 30 décembre 1857 et mort à Suresnes le 10 juin 1944, est un compositeur français d'origine autrichienne.

## Biographie
Venu à Paris en 1882 après avoir fait des études de droit en Autriche, il entre au Conservatoire de Paris où il est l'élève d'Ernest Guiraud et de Charles Gounod. Encouragé par Ernest Chausson et César Franck, il s'installe définitivement en France et obtient la nationalité française en 1896. Il occupe plusieurs postes officiels, entre autres celui de président de la Société Wagner à Paris et de chef des chœurs à l'opéra de Monte-Carlo.
Lazzari subit deux influences : le wagnérisme, issu de sa première éducation germanique et de l'enseignement de Franck, et l'impressionnisme des compositeurs français. La Bretagne est une de ses sources majeures d'inspiration. Ne pouvant réaliser une synthèse de ces courants contradictoires, il compose tantôt en wagnérien sa musique dramatique, tantôt en poète ses pièces pour orchestres et ses mélodies.
Sa tombe est visible au cimetière de Garches près de Paris.

## Œuvres
Musique instrumentale
- Diverses pièces pour piano, pour violon et piano, sonate, romance, trio avec piano, quatuor à cordes, octuor pour instruments à vent, pièces pour orchestre, poèmes symphoniques, 4 tableaux maritimes, Effet de nuit, symphonie, Concertstück, pour piano et orchestre, pour violon et orchestre, Rapsodie, concerto.

Musique vocale
- Plus de 50 mélodies

Opéras
- Armor (1896)
- La Lépreuse (1912)[note 1]
- Le Sauteriot (1918)
- La Tour de feu (1928)